# Polonia Słubice

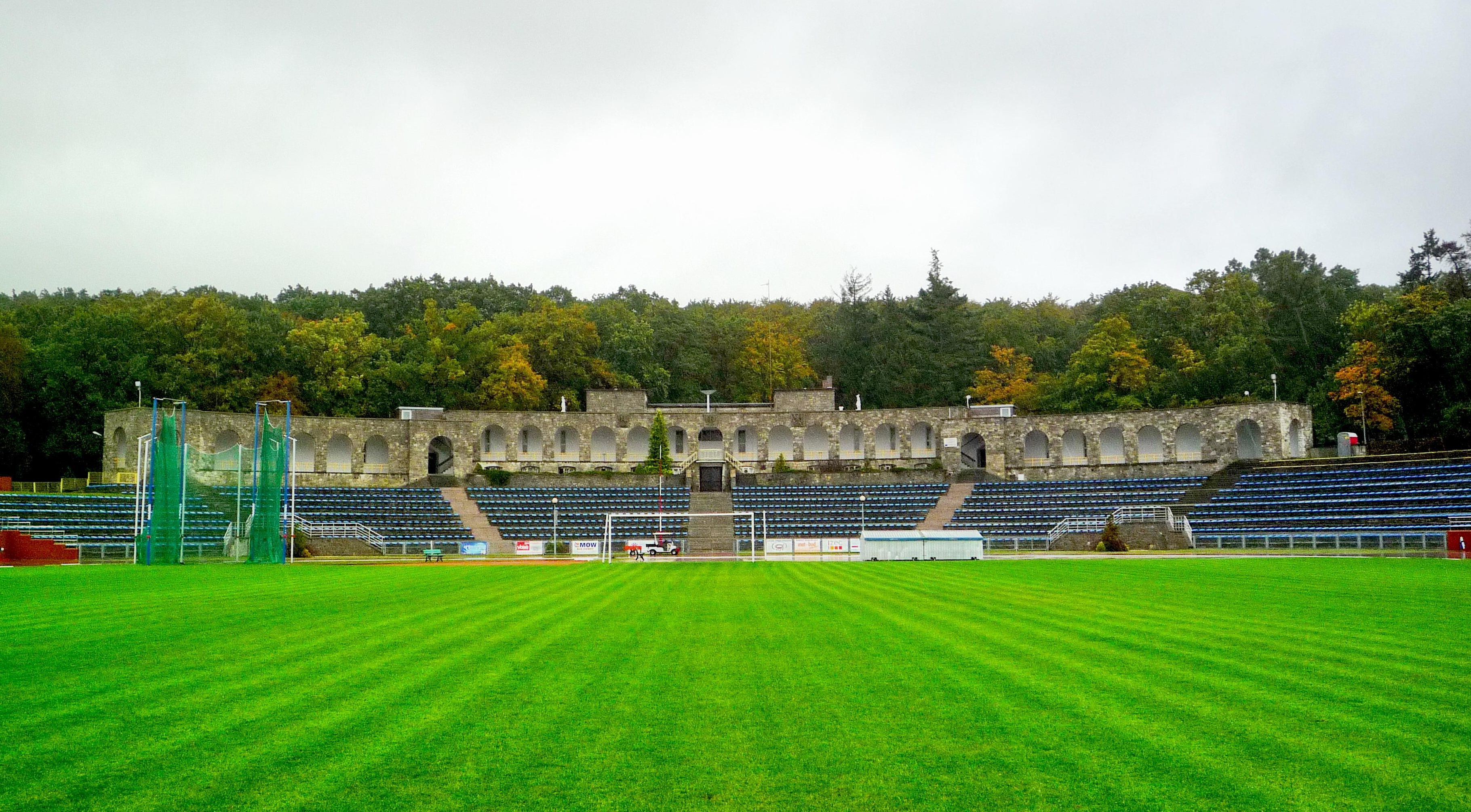
Het Olympia-stadion in Słubice

Miejski Klub Sportowy Polonia Słubice is een Poolse voetbalclub uit Słubice.
De club werd in 1945 opgericht en speelt in het Olympia-stadion (Stadion OSiR w Słubicach), dat plaats biedt aan 7.000 toeschouwers. De club komt uit in de Klasa okręgowa (zesde niveau, 2017/18).

## Historische naamgeving
- mei 1945: Kotwica Słubice
- 1954: Gwardia Słubice
- 1957: Koło Sportowe Ogniwo Słubice (nieuwe club)
- 1958?: KS Odra Słubice (nieuwe club)
- 1959: KS Słubiczanka Słubice (fusie met Czarnymi)
- 1966: KS Odra Słubice
- 1 januari 1978: Międzyorganizacyjny Ludowy KS Komes Słubice (fusie met Orkanem)
- 1989: MLKS Słubice
- oktober 1993: KS Polonia Słubice
- juli 1997: Miejski KS Polonia Słubice
- juli 2013 SKP/Polonia Słubice (fusie met SKP Słubice)
- juli 2014 MKS Polonia Słubice (fusie ontbonden)